# Janne Virtanen
Janne Virtanen (ur. 16 listopada 1969 w Espoo) – fiński zapaśnik i strongman.
Jeden z najlepszych fińskich strongmanów w historii tego sportu. Mistrz Finlandii Strongman w latach 1998, 1999, 2000 i 2001. Mistrz Świata Strongman 2000. Czterokrotny Drużynowy Mistrz Świata Par Strongman w latach 1999, 2000, 2001 i 2002.

## Życiorys
Janne Virtanen przez kilkanaście lat z dużymi sukcesami trenował zapasy. Następnie uprawiał sumo.
W 2000 r. wygrał Grand Prix Strongman w Helsinkach. W 2002 r. w Stambule
został najlepszym zawodnikiem podczas Międzynarodowych Mistrzostw Turcji Strongman.
Wziął udział trzykrotnie w indywidualnych Mistrzostwach Europy Strongman.
Klasyfikacja w indywidualnych Mistrzostwach Europy Strongman:
| Rok     | 2001 | 2002 | 2005 |
| ------- | ---- | ---- | ---- |
| Pozycja |      | 4.   |      |

Janne Virtanen jest z zawodu stolarzem. Mieszka z 2 córkami i narzeczoną we wsi Turenki, w gminie Janakkala (prowincja Finlandia Południowa). W 2009 r. został wybrany do lokalnego samorządu w swojej gminie.

## Mistrzostwa Świata Strongman
Wziął udział łącznie dziewięciokrotnie w indywidualnych Mistrzostwach Świata Strongman, w latach 1998, 1999, 2000, 2001, 2002, 2005, 2006, 2007 i 2008. W Mistrzostwach Świata Strongman 2000 zdobył dla Finlandii trzeci i dotychczas ostatni tytuł Mistrza Świata Strongman. Pięciokrotnie, w Mistrzostwach Świata Strongman 1998, Mistrzostwach Świata Strongman 2002, Mistrzostwach Świata Strongman 2006, Mistrzostwach Świata Strongman 2007 i Mistrzostwach Świata Strongman 2008, nie zakwalifikował się do finałów.
Klasyfikacja w indywidualnych Mistrzostwach Świata Strongman:
| Rok     | 1998         | 1999 | 2000 | 2001 | 2002         | 2005 | 2006         | 2007         | 2008         |
| ------- | ------------ | ---- | ---- | ---- | ------------ | ---- | ------------ | ------------ | ------------ |
| Pozycja | poza finałem |      |      |      | poza finałem | 5.   | poza finałem | poza finałem | poza finałem |

Wymiary:
- wzrost 196 cm
- waga 134 – 140 kg
- biceps 55 cm
- klatka piersiowa 150 cm
- talia 99 cm

Rekordy życiowe:
- przysiad 380 kg
- wyciskanie 250 kg
- martwy ciąg 380 kg

## Osiągnięcia strongman
- 1996
  - 6. miejsce - Mistrzostwa Finlandii Strongman
- 1997
  - 5. miejsce - Mistrzostwa Finlandii Strongman
- 1998
  - 1. miejsce - Mistrzostwa Finlandii Strongman
- 1999
  - 1. miejsce - Mistrzostwa Finlandii Strongman
  - 1. miejsce - Drużynowe Mistrzostwa Świata Par Strongman 1999
  - 2. miejsce - Mistrzostwa Świata Strongman 1999, Marsaskala, Malta
- 2000
  - 1. miejsce - Mistrzostwa Finlandii Strongman
  - 1. miejsce - Drużynowe Mistrzostwa Świata Par Strongman 2000
  - 1. miejsce - Drużynowe Mistrzostwa Europy Par Strongman 2000
  - 1. miejsce - Mistrzostwa Świata Strongman 2000, Sun City, RPA
- 2001
  - 2. miejsce - Mistrzostwa Europy Strongman 2001
  - 1. miejsce - Mistrzostwa Finlandii Strongman
  - 1. miejsce - Drużynowe Mistrzostwa Świata Par Strongman 2001
  - 12. miejsce - Super Seria 2001: Praga
  - 3. miejsce - Mistrzostwa Świata Strongman 2001, Wodospady Wiktorii, Zambia
  - 11. miejsce - Super Seria 2001: Sztokholm
- 2002
  - 1. miejsce - Drużynowe Mistrzostwa Świata Par Strongman 2002
  - 4. miejsce - Mistrzostwa Europy Strongman 2002
  - 3. miejsce - Mistrzostwa World Muscle Power
- 2003
  - 7. miejsce - Puchar Świata Strongman 2003 (kontuzjowany)
  - 11. miejsce - Super Seria 2003: Silvonde
- 2005
  - 3. miejsce - Super Seria 2005: Venice Beach
  - 6. miejsce - Super Seria 2005: Malbork
  - 2. miejsce - Super Seria 2005: Varberg
  - 5. miejsce - Super Seria 2005: Mohegan Sun
  - 2. miejsce - Mistrzostwa Europy Strongman 2005
  - 5. miejsce - Mistrzostwa Świata Strongman 2005, Chengdu, Chiny
  - 2. miejsce - Czwarte zawody Polska kontra Reszta Świata
- 2006
  - 13. miejsce - Super Seria 2006: Mohegan Sun
  - 2. miejsce - Puchar Świata Siłaczy 2006: Moskwa
- 2007
  - 1. miejsce - Puchar Świata Siłaczy 2007: Moskwa
  - 5. miejsce - Super Seria 2007: Viking Power Challenge
- 2008
  - 2. miejsce - The Globe's Strongest Man, Grand Prix Moskwy[10]
  - 10. miejsce - Super Seria 2008: Nowy Jork
  - 8. miejsce - Super Seria 2008: Viking Power Challenge
- 2009
  - 6. miejsce - Super Seria 2009: Bukareszt
  - 7. miejsce - The Globe's Strongest Man, Grand Prix Moskwy[11]